# 대구보호관찰소
대구보호관찰소(大邱保護觀察所)는 법원으로부터 보호관찰을 조건으로 가석방된 사람들에 대하여 보호관찰을 실시하고, 사회봉사 및 수강명령 등을 통해 범죄예방 및 건전한 사회복귀를 지원하여 국민의 안전한 생활을 보호하기 위하여 설립된 대한민국 법무부 범죄예방정책국 소속기관이다. 대구보호관찰소장은 부이사관, 또는 서기관으로 보한다. 대구광역시 동구 아양로49길 17에 위치하고 있다.

## 연혁
- 1989년 7월 1일: 개청

## 관할구역
대구광역시, 경상북도 전역을 관할하나, 일부지역은 지소가 관할한다.
- 대구광역시
  - 중구
  - 동구
  - 남구
  - 북구
  - 수성구
  - 군위군
- 경상북도
  - 영천시
  - 경산시
  - 칠곡군
  - 청도군

## 소속기관
- 서부지소: 대구광역시 달서구 301 (서구, 달서구, 달성군, 성주군, 고령군)
- 안동지소: 경상북도 안동시 강남14길 41 (안동시, 영주시, 의성군, 청송군, 봉화군)
- 경주지소: 경상북도 경주시 소금강로 39 (경주시)
- 포항지소: 경상북도 포항시 북구 해안로 481 (포항시, 울릉군)
- 구미지소: 경상북도 구미시 봉곡로11길 13 (구미시, 김천시)
- 상주지소: 경상북도 상주시 삼백로 143 (상주시, 문경시, 예천군)
- 영덕지소: 경상북도 영덕군 영덕읍 우곡길 53 (영양군, 영덕군, 울진군)